# ستانلي إدغار هايمان
ستانلي إدغار هايمان (بالإنجليزية: Stanley Edgar Hyman)‏ هو ناقد أدبي وصحفي ومؤلف أمريكي، ولد في 1918 في بروكلين في الولايات المتحدة، وتوفي في 29 يوليو 1970 في بينينغتون في الولايات المتحدة.